# 悩み
| ウィキペディアには「悩み」という見出しの百科事典記事はありません（タイトルに「悩み」を含むページの一覧/「悩み」で始まるページの一覧）。 代わりにウィクショナリーのページ「悩み」が役に立つかもしれません。 |